# Aton
Aton of Aten is een Egyptische zonnegod. De god is met name bekend uit de Amarna-periode, waarin Amenhotep IV (later Achnaton) Aton tot hoofdgod van Egypte verhief.

## Aton voor Amarna-periode
Het woord "Aton" is bekend vanaf het Middenrijk om de zonneschijf aan te duiden. Het woord werd gebruikt in de sarcofaagteksten. In het Verhaal van Sinoehe is het woord "Aton" de aanduiding voor god.
In het midden van het Nieuwe Rijk wordt de god vaak geattesteerd. Thoetmoses IV draagt een scarabee op aan Aton. Naar Aton werd in die tijd soms wel verwezen, maar als godheid stelde hij niet veel voor. Onder Achnatons vader Amenhotep III veranderde dit en werd ook Aton als aspect van de zonnegod vereerd.

## Aton in de Amarna-periode
Met het aantreden van Amenhotep IV (de latere Achnaton) kreeg voor het eerst de god koninklijke titels mee in de vorm van een introductie, twee cartouches zoals ook farao's dat hebben. In de vroegste vorm van de titels van Aton werden ook nog de goden Horachte en Sjoe genoemd. Vanaf zijn 9e regeringsjaar kreeg de god een aangepaste koningsnaam waar alle andere goden uit gehaald waren. De namen van de god werden consequent naast of onder de afbeelding van de zonneschijf geschreven.
| S34 | G9 | N27 · N27 | V28 | D36 · TWO · Y1 | Aa15 · N27 |

| S34 | G9 | N27 · N27 | V28 | D36 · TWO · Y1 | Aa15 · N27 |

| S34 | N5 | S38 | N27 · N27 | V28 | D36 · TWO · Y1 | Aa15 · N27 |

| S34 | N5 | S38 | N27 · N27 | V28 | D36 · TWO · Y1 | Aa15 · N27 |

| Aa15 · D21 · N35 | I9 · Aa15 | H6 | G43 | N5 | N35 · X1 · TWO · Aa15 | M17 | X1 · N35 | N5 |

| Aa15 · D21 · N35 | I9 · Aa15 | H6 | G43 | N5 | N35 · X1 · TWO · Aa15 | M17 | X1 · N35 | N5 |

| Aa15 · D21 · N35 | I9 · Aa15 | N5 · X1 | M17 | M18 | Aa15 | M17 | X1 · N35 · N5 |

| Aa15 · D21 · N35 | I9 · Aa15 | N5 · X1 | M17 | M18 | Aa15 | M17 | X1 · N35 · N5 |

Achnaton liet de tempels van andere goden sluiten en bouwde in Amarna zijn nieuwe hoofdstad Achetaton (horizon van Aton). Hij was van de god de enige priester en trok zo alle macht aan zich. Zijn streven tot het vestigen van een monotheïstische religie met Aton of Aten als enige godheid wordt ook wel atenisme of atonisme genoemd.
Na een aantal jaren mislukte zijn hervorming totaal en ging Egypte terug naar het oude. Nadien werd van Aton niet veel meer vernomen. In de tijd van Horemheb werden de sporen van de Amarna-tijd radicaal uitgewist. De tempels werden onder de Ramessiden hergebruikt.

## Afbeelding
Er zijn twee soorten afbeeldingen van Aton.
- Voordat de Amarna-periode aanving met de regering van Achnaton werd de god Aton afgebeeld als valk met een zonneschijf, vergelijkbaar met de god Re en Re-Horachte.[3]
- Aan het einde van de regering van Amenhotep III werd de afbeelding van de god radicaal veranderd naar een zonneschijf met een ureaus. De zonneschijf heeft stralen met handen, sommige stralen eindigen in een Ankh-teken, maar alleen voor de koninklijke familie.[4]

## Aanbidding
De god werd onder Amenhotep III aanbeden in Heliopolis.
Onder Amenhotep IV kwam er een tempel van Aton in Thebe. In het vijfde regeringsjaar van Amenhotep IV veranderde hij zijn naam naar Achnaton. Hij verplaatste de hoofdstad naar Tell el-Amarna. Hij liet daar twee tempels bouwen:
- De grote tempel van Aton
- De kleinere tempel van Aton

Er waren ook tempels van Aton in Memphis, in  Sesebi (Nubië) en vermoedelijk ook elders in het rijk van Achnaton.